# Notocidaris hastata
Notocidaris hastata is een zee-egel uit de familie Ctenocidaridae.
De wetenschappelijke naam van de soort werd in 1909 gepubliceerd door Theodor Mortensen.